# Réseau local virtuel
 (juillet 2019).
Si vous disposez d'ouvrages ou d'articles de référence ou si vous connaissez des sites web de qualité traitant du thème abordé ici, merci de compléter l'article en donnant les références utiles à sa vérifiabilité et en les liant à la section « Notes et références ».

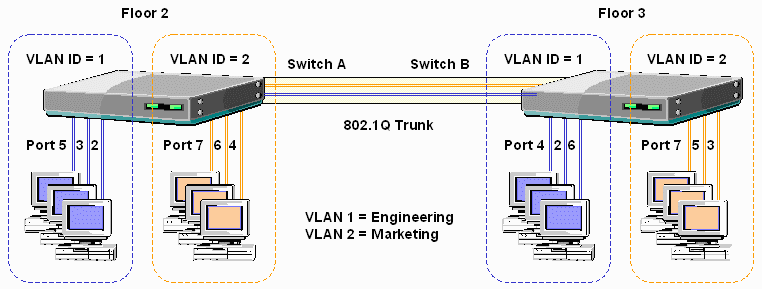
Exemple de cloisonnement d'un réseau en deux VLAN, VLAN1 pour l'équipe ingénierie et VLAN2 pour l'équipe marketing.

Un réseau local virtuel, communément appelé VLAN (pour Virtual LAN), est un réseau informatique logique indépendant. De nombreux VLAN peuvent coexister sur un même commutateur réseau ou « switch ».

## Intérêts des VLAN
Les VLAN permettent :
- de séparer les flux ;
- de segmenter le réseau : réduire la taille d'un domaine de collision ;
- d'améliorer la sécurité : permet de créer un ensemble logique isolé pour améliorer la sécurité. Le seul moyen pour communiquer entre des machines appartenant à des VLAN différents est alors de passer par un routeur.

Par conséquent, les VLAN permettent aussi d'améliorer la gestion du réseau et d'optimiser la bande passante.

## Lien marqué
Un « lien marqué » (tagged link) est une interconnexion entre deux commutateurs qui préserve l'appartenance aux VLAN de chaque trame.
Pour interconnecter deux commutateurs qui ont 3 VLAN communs, il faudrait 3 câbles et sacrifier 3 ports sur chaque commutateur. Pour éviter cela, il existe le lien marqué. Un seul câble d'interconnexion sur lequel plusieurs VLAN passeront, mais les trames sont marquées (taggées) pour que les commutateurs sachent à quel VLAN elles appartiennent. 
Ceci est accompli en encapsulant chaque trame de façon à conserver son numéro de VLAN. L'IEEE a développé la norme 802.1Q (dot1q). 
IEEE 802.1Q qui succède au protocole ISL de Cisco  est aujourd'hui le protocole prédominant.
CISCO et d'autres constructeurs utilisent le terme « lien tronc » (trunk link) pour parler d'un lien marqué.
VXLAN offre une plus grande évolutivité - jusqu'à 16 millions, par rapport à une limite de 4096 pour 802.1Q.

## Assignation des VLAN
La manière la plus courante de configurer les VLAN est de le faire de manière statique en spécifiant pour chacun des ports du commutateur à quel VLAN il appartient.
Il est également possible de modifier dynamiquement la configuration d'un port. Cela peut se faire de manière sûre avec un mécanisme tel que 802.1X ou sur base de l'adresse MAC voire IP de l'équipement. Cette dernière solution est toutefois très peu sécurisée, les adresses MAC ou IP étant très facilement modifiables.